# Чарльз Коберн
Чарльз Коберн (англ. Charles Douville Coburn; 19 червня 1877 — 30 вересня 1961) — американський актор театру та кіно, володар премії «Оскар» у 1944 році.

## Біографія

### Ранні роки та початок театральної кар'єри
Чарльз Коберн народився 19 червня 1877 року в штаті Джорджія в містечку Макон у родині Мойсея Дувіль Коберна та Луїзи Емми Спрігман, що мала шотландсько-ірландське походження. Чарльз виріс у сусідньому містечку Саванні, де у 14 років почав працювати вмісцевому театрі, де спершу був гардеробником, швейцаром, а також виконував ряд інших підсобних робіт. У 17-тирічному віці він стає менеджером цього театру. З часом він починає брати участь у театральних постановках, а в 1901 році дебютує на Бродвеї. У 1905 році разом з актрисою Айвою Віллс він створює власну театральну компанію, а в 1906 році компаньйони стали подружжям. Окрім організації та управління їх власного театрального проекту, вони вдвох часто з'являються в бродвейських постановках.

### Кінокар'єра
Після смерті дружини в 1937 році, Коберн переїжджає до Лос-Анджелесу, де незабаром починається його кінокар'єра. У Коберна було багато успішних ролей в 1940-х у багатьох кінокартинах, серед яких «Леді Єва» (1941), «У цьому наше життя» (1942), «Небеса можуть почекати» (1943), «Справа Парадайна» (1947), «Спокушений» (1947), «Зелена трава Вайомінгу» (1948) і «Удар» (1949). Коберн тричі номінувався на премію американської кіноакадемії за ролі у фільмах «Диявол і міс Джонс» (1941), «Зелені роки» (1946), а в 1944 році став її володарем за найкращу чоловічу роль другого плану у фільмі «Чим більше, тим веселіше». В 1950-тих роках Коберн знявся в успішних комедіях «Хто-небудь бачив мою дівчину?» (1952), «Мавпячі пустощі» (1952), «Джентльмени віддають перевагу блондинкам»(1953) з Мерилін Монро в головній ролі, і «Навколо світу за 80 днів» (1956). Він також виконав кілька ролей на телебаченні в основному в театральних телепостановках . За свій внесок у кіно Чарльз Коберн удостоєний зірки на Голлівудській алеї слави .

### Політика

Ірвінг Лерой Ресс (зліва), Чарльз Коберн (праворуч), 1950 рік.

В 1940-вих роках Коберн займав пост віце-президента Кінематографічного альянсу за збереження американських ідеалів, який виступав проти комуністичного прозелітизму в Голлівуді в роки «холодної війни».

### Особисте життя
Коберн одружився з Айвою Віллс 29 січня 1906 в Атланті, штат Джорджія У них було шестеро дітей. Айва померла 3 грудня 1937 в Нью-Йорку від серцевої недостатності.
У 1959 році Коберн одружився вдруге, на Вінфред Натцка, вдові новозеландського оперного співака Оскара Натцка, яка була молодша нього більш ніж на 40 років. Вони мали одну доньку.

### Смерть
Чарльз Коберн помер 30 серпня 1961 року, через два роки після весілля, від інфаркту в Нью-Йорку. Його дружина повернулась до Нової Зеландії

## Нагороди
- Оскар 1944 — «Найкращий актор другого плану» («Чим більше, тим веселіше»).

## Вибрана фільмографія
- 1939 : Захоплення ідіота — доктор Вольдерсі
- 1940 : Дорога до Сінгапуру
- 1941 : Леді Єва — «полковник» Гаррінгтон
- 1941 : Диявол і міс Джонс / The Devil and Miss Jones
- 1942 — У цьому наше життя
- 1943 — Небеса можуть почекати
- 1943 — Чим більше, тим веселіше
- 1946 — Зелені роки
- 1947 — Справа Парадайна
- 1947 — Спокушений
- 1948 — Зелена трава Вайомінгу
- 1949 — Удар
- 1952 — Хто-небудь бачив мою дівчину?
- 1952 — Мавпячі пустощі
- 1953 — Джентльмени віддають перевагу блондинкам
- 1956 — Навколо світу за 80 днів
- 1957 — Як вбити заможнього дядька